# Gary Rossington

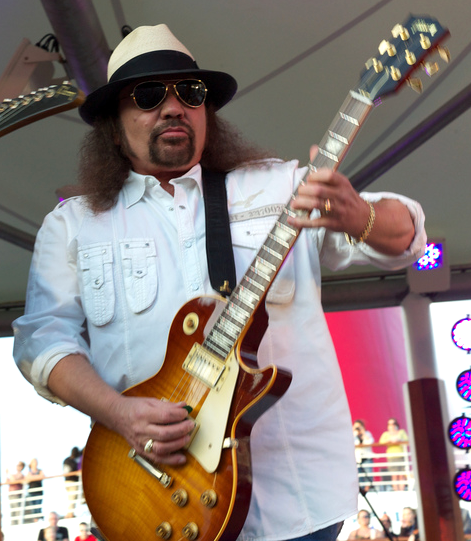
Gary Rossington, 2011

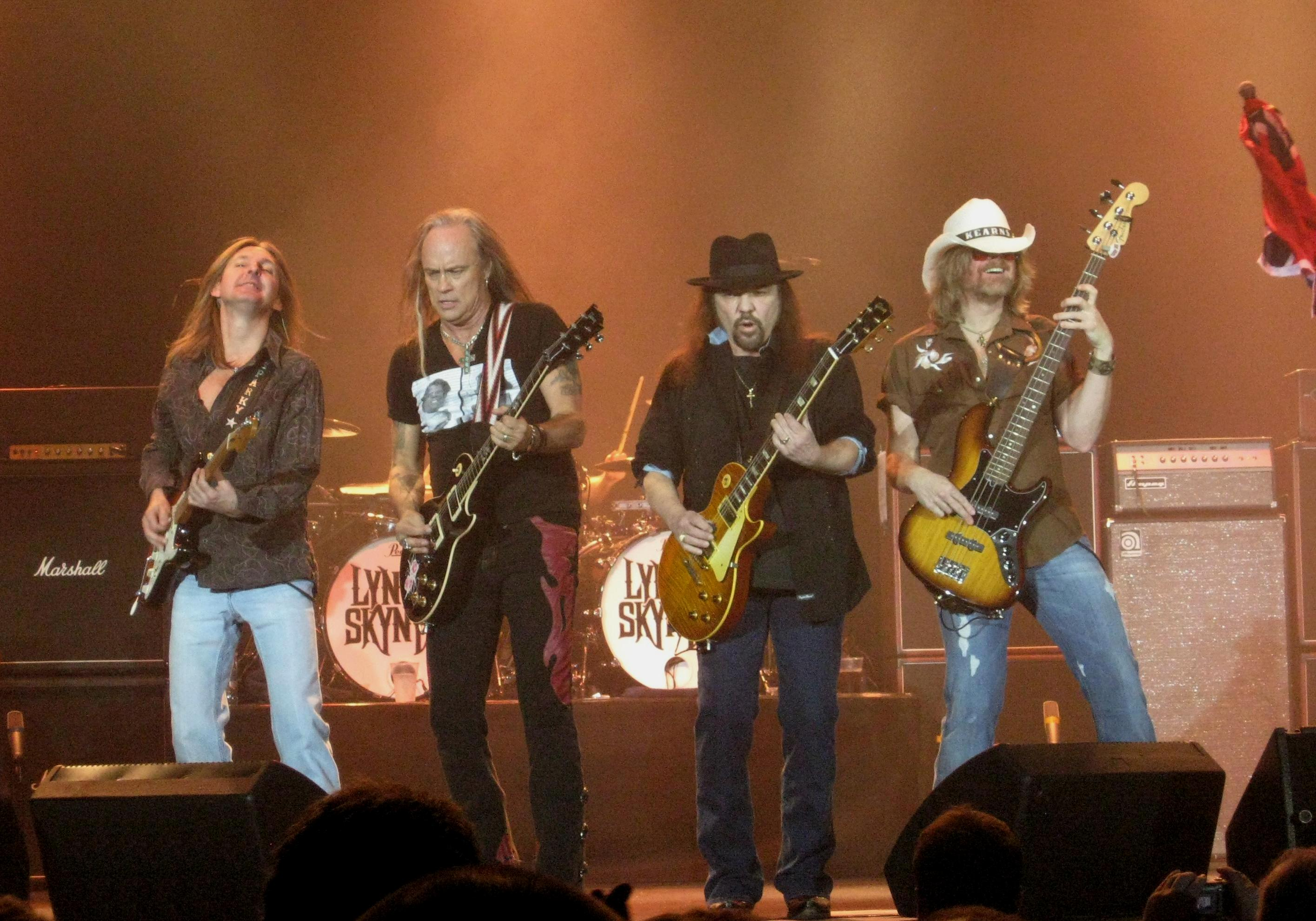
Lynyrd Skynyrd, v. l. n. r. Mark Matejka, Rickey Medlocke, Gary Rossington, Robert Kearns, Cardiff 2010

Gary Rossington (* 4. Dezember 1951 in Jacksonville, Florida; † 5. März 2023) war ein US-amerikanischer Musiker. Er war Mitgründer, Gitarrist und Songwriter der Southern-Rock-Band Lynyrd Skynyrd.

## Leben
Rossington gründete mit seinen Freunden Ronnie Van Zant, Allen Collins, Larry Junstrom und Bob Burns im Sommer 1964 die Band, die später den Namen Lynard Skynard und bald darauf den endgültigen Namen Lynyrd Skynyrd bekam. Ihren ersten Erfolg hatte die Band 1973 mit Free Bird, 1974 gefolgt von Sweet Home Alabama. Bei einem Flugzeugabsturz am 20. Oktober 1977 kamen die Bandmitglieder Ronnie Van Zant, Steve und Cassie Gaines sowie der Tourmanager, der Pilot und der Copilot ums Leben. Die anderen Mitglieder überlebten verletzt.
Anfang der 1980er Jahre spielte Rossington mit einigen der anderen überlebenden Bandmitgliedern zusammen in der Rossington-Collins Band, die bis 1986 bestand. Bereits 1982 heiratete er Dale Krantz, mit der er die beiden Töchter Mary und Annie hat. Rossington spielte auch weiterhin in einer neuformierten Lynyrd-Skynyrd-Formation.
Gary Rossington starb im Alter von 71 Jahren. Er war das letzte noch lebende Gründungsmitglied von Lynyrd Skynyrd.
Rossington spielte eine Gibson SG, die aus den frühen 1960er Jahren stammt. Er setzte sie live aber nur noch bei Free Bird ein. Viel berühmter dagegen ist seine Gibson Les Paul, von der es auch ein Gibson-Signature-Modell von 2003 in limitierter Auflage von 250 Stück gibt. Vorbild für sein Slidespiel mit Bottlenecks war Duane Allman, einer der Gründer der Allman Brothers Band.